# Leentvaaria
Leentvaaria is een geslacht van haften (Ephemeroptera) uit de familie Leptophlebiidae.

## Soorten
Het geslacht Leentvaaria omvat de volgende soorten:
- Leentvaaria palpalis